# Italia 2
Italia 2 – włoska stacja telewizyjna skierowana głównie do mężczyzn. Polskimi odpowiednikami są Polsat Play i TVN Turbo